# Landschaftsschutzgebiet Bijambare

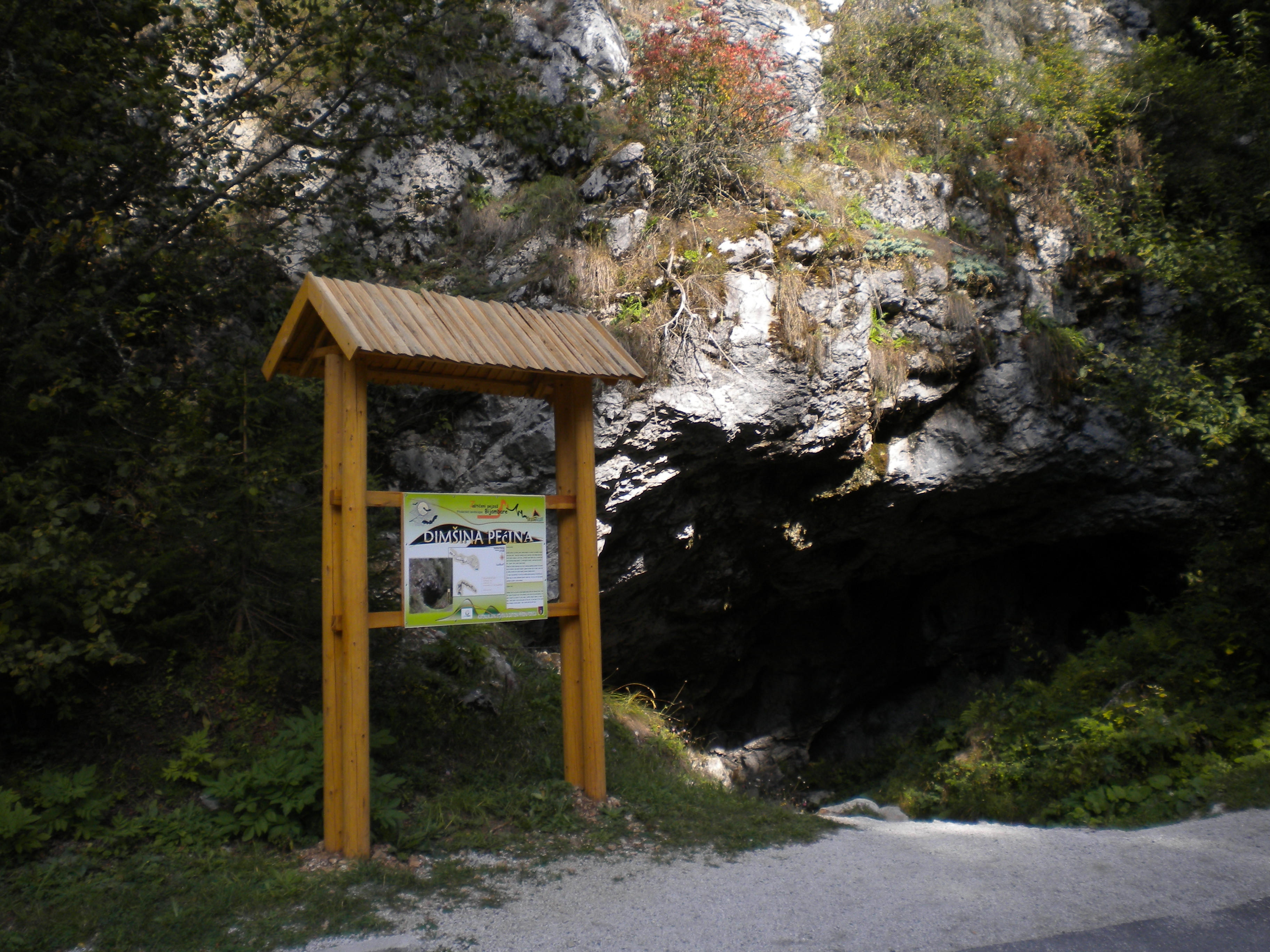
Höhleneingang im Landschaftsschutzgebiet Bijambare

Das Landschaftsschutzgebiet Bijambare ist ein 370 Hektar großes Landschafts- und Naturschutzgebiet in der Gemeinde Ilijaš im Kanton Sarajevo in Bosnien und Herzegowina.

## Lagebeschreibung
Das Naturschutzgebiet liegt in den nordöstlichen Ausläufern der Gemeinde Ilijaš, rund 40 Kilometer nördlich von Sarajevo nahe der Magistrale 18 von Sarajevo nach Tuzla.

## Geschichte
1967 fanden Forscher in den Karsthöhlen in dem Landschaftsschutzgebiet Steinwerkzeuge. Deshalb wird davon ausgegangen, dass das Gebiet schon in prähistorischer Zeit von Menschen genutzt wurde. Das Schutzgebiet wurde 2003 ausgewiesen.

## Beschreibung
Das Landschaftsschutzgebiet liegt in 950 m nahe der Hochebene Nišići. Es ist Heimat zahlreicher Pilzarten und Heilpflanzen. Auf dem Gebiet des Schutzgebietes befinden sich zahlreiche Karsthöhlen, von denen bisher sechs erforscht sind. Die größte und bekannteste der Höhlen ist die für Besucher erschlossene Bijambare-Höhle. Sie ist 420 Meter lang und wird von vier bis zu dreißig Meter hohen sowie sechzig Meter breiten Gängen durchzogen. Der größte Gang hat auf Grund seiner Ausmaße auch den Namen „Konzertsaal“. Die Höhle weist zahlreiche Stalaktiten und Stalagmiten sowie Tuffsteine auf.